# Scutulum
Scutulum is een geslacht van uitgestorven zee-egels uit de familie Scutellidae. Vertegenwoordigers van dit geslacht zijn slechts als fossiel bekend.